# 阿让通堡
阿让通堡（法語：Argenton-Château，法語發音：[aʁʒɑ̃tɔ̃ ʃato]）是法国德塞夫勒省的一个旧市镇，属于布雷叙尔区。2006年，阿让通堡与市镇博埃斯和桑宰合并为市镇阿让通莱瓦莱。2016年，阿让通莱瓦莱与临近的5个市镇合并为新市镇阿让托奈。

## 地理
阿让通堡（47°1'N, 0°24'W）面积1.05 平方千米，位于法国新阿基坦大区德塞夫勒省，该省份为法国西部内陆省份，北起曼恩-卢瓦尔省，西接旺代省，南至夏朗德省和滨海夏朗德省，东临维埃纳省。
阿让通堡的时区为UTC+01:00、UTC+02:00（夏令时）。

## 行政
阿让通堡的邮政编码为79150，INSEE市镇编码为79013。

## 人口
阿让通堡于2006年时的人口数量为907人。